# Pterinoxylus
Pterinoxylus é um género de bicho-pau pertencente à família Phasmatidae.
As espécies desse género podem ser encontradas na América Central.
Espécies:
- Pterinoxylus crassus Kirby, 1889
- Pterinoxylus eucnemis (Burmeister, 1838)
- Pterinoxylus perarmatus (Redtenbacher, 1908)
- Pterinoxylus spinulosus Redtenbacher, 1908